# 終戦のエンペラー
『終戦のエンペラー』（しゅうせんのエンペラー、原題英: Emperor）は、原案・芥川保志、企画製作・奈良橋陽子、監督・ピーター・ウェーバーによる2012年のアメリカ合衆国の歴史映画。

## 紹介
第二次世界大戦終戦直後の連合国軍占領下の日本を舞台に、昭和天皇が戦犯として裁かれることをいかにして回避したかを、実在する米軍軍人でそれに大きく関与したとされるボナー・フェラーズを中心にフィクションを交えながら描く。主な撮影はニュージーランドで行なわれたが、日本国内でのロケも行われ、商業映画としては初めて皇居敷地内での撮影も許可されている。

### 原作
- 岡本嗣郎『陛下をお救いなさいまし 河井道とボナー・フェラーズ』（ホーム社、2002年5月）
  - 改題『終戦のエンペラー　陛下をお救いなさいまし』（集英社文庫、2013年5月）

## あらすじ
1945年8月30日、GHQ最高司令官ダグラス・マッカーサーが日本に上陸し、アメリカによる本格的な日本統治が始まる。マッカーサーは戦争犯罪人の一斉検挙とその戦争犯罪を裁くため、活動を開始する。
折からアメリカ本国では、天皇の訴追を求める声が政府にも国民世論にも多数を占めていた。その一方、極東における「反共の防波堤」建設を重要視し、また後年の政界進出、大統領選出馬をにらむマッカーサーにとっては、日本の戦後統治で成功を収めることが是が非でも必要あり、その観点から、天皇を逮捕処刑することによる日本国民の反発を避けたいと彼は考えていた。マッカーサーは日本の開戦、真珠湾攻撃の意志決定に天皇の関与が決定的影響を及ぼしたのか否か、部下に調査を命じる。
マッカーサーの命を受け、知日家のボナー・フェラーズ准将は調査を開始するが、彼自身も開戦前の大学時代に知り合った元恋人の島田あやの安否を気に掛けていた。
10日間という短い時間の制約の中で、フェラーズは東条英機元首相、近衛文麿元首相、木戸幸一内大臣、関屋貞三郎宮内次官らと接触し、開戦に天皇がどのように関与したかを聴取していく。マッカーサーが本国を説得するため必要としていたのは天皇が開戦意志の決定に関与していないという証拠だったが、立憲君主故に天皇が御前会議でも「お気持ち」のほのめかししかしておらず、また白黒をつけない日本の文化により、不関与の証拠も、また確たる開戦命令の事実も見出せない。しかも、調査のかたわらフェラーズが消息を求めるあやは既に空襲で死亡していることもわかった。
フェラーズは悲嘆に暮れるが、それでも調査を継続。その結果、御前会議で天皇が日露開戦時の明治天皇の御製を引用して開戦への反感を示したことに加え、木戸からは「極秘」の証言として、天皇が閣僚側近らに対し「降伏」の意志に「同意してほしい」と求めたことが終戦の決め手となったことを知らされた。フェラーズはある確信を得る。
フェラーズからの報告を聞いたマッカーサーは、証言以外、証拠となる文書も無いことに不満を露わにした。しかし、調査書を読んだマッカーサーは天皇の人物像に強く興味を持ち、天皇との会談を準備するようフェラーズに命じる。
会談は赤坂の米国大使公邸で行われた。天皇は側近の制止を振り切ってマッカーサーの握手に応じ、タブーとされていた間近での写真撮影も受ける。そしてまず、全責任は自分にあり、懲罰を受けるのは日本国民ではないと述べる。これを聞いたマッカーサーは、懲罰の話をするのではなく、日本の再建のためにあなた（天皇）の力を貸してほしいと応じ、会話は和やかに進んでいく。亡きあやの祖国の将来に明るい兆しを感じフェラーズは、満足げに会見室を後にするのだった。

## 配役
- ボナー・フェラーズ - マシュー・フォックス
- ダグラス・マッカーサー - トミー・リー・ジョーンズ
- 島田あや - 初音映莉子
- 鹿島 - 西田敏行
- 高橋 - 羽田昌義
- 昭和天皇 - 片岡孝太郎[注釈 2]
- 木戸幸一 - 伊武雅刀
- 関屋貞三郎 - 夏八木勲
- 近衛文麿 - 中村雅俊
- 東条英機 - 火野正平
- 鹿島夫人 - 桃井かおり

## 制作

### 企画
本映画は、映画プロデューサー芥川保志の原案のもと企画された。芥川の友人で、元・毎日新聞社大阪支社社会部記者である岡本嗣郎による著『陛下をお救いなさいまし　河井道とボナー・フェラーズ』をもとにした企画書に、奈良橋陽子が自身の祖父・関谷貞三郎の存在を見い出し、映画化を決意。奈良橋は子どもの頃から宮内省職員として勤務していた祖父・関谷から戦中・戦後の話を聞いており、芥川の企画書『フェラーズ』に目を留めて本企画を立ち上げた。その後、日本滞在経験のあるデヴィット・クラスに本企画を持ち込んだ。占領下の日本を初めて映画化するという設定に魅了され、ゲイリー・フォスターやラス・クラスノフ、奈良橋の息子・野村祐人の制作チームへの参加も決定。フォスターは心理描写の深化を図るため、脚本家ヴェラ・ブラシを起用した。
さらに、歴史コンサルタントのペトロ・ロウレイルの助言を受け、監督にはイギリス人のピーター・ウェーバーを迎えた。制作側はウェーバー参加について「作品に客観的な視線が加わった」と評価している。ウェーバー自身も日本の歴史に理解があり、本作を「歴史の隅に追いやられた出来事」ととらえ、映像化に夢中。調査のために何度も来日し、制作に没頭した。
制作総額は30億円。株式会社データアートの峰島重雄社長から、パチスロメーカーである株式会社三共の毒島邦雄会長に提案が渡され、会長の一存により30億円の出資が決定された。

### フィクションの導入
奈良橋は、フェラーズとその友人である一色ゆりとの交流に恋愛関係があったのではないかと想像し、ラブ・ストーリーとして描くフィクションを構想した。しかし、河井道の弟子である一色ゆりの娘で、恵泉女学園理事長・一色義子は、奈良橋からの面会の要望を一切拒否し、最後まで奈良橋の脚本を否定し続けた。しかし、制作側は「フィクションを取り入れることで、作品の表現に自由度が生まれた」と述べている。

## 公開
2012年9月に第37回トロント国際映画祭でプレミア上映された。
米国内では公開後、「日本の戦争責任を無視し、過剰に美化している」という痛烈な批判に晒された。また米国での興行成績は3億円程度と全く振るわなかった。
日本では301スクリーンで公開され、2013年7月27日、28日の2日間で興収1億8,316万6,700円、動員15万7,964人になり映画観客動員ランキング（興行通信社調べ）で初登場第4位となった。日本での最終興収は12.1億円。